# Argemiro Jacob Brum
Argemiro Jacob Brum (Ijuí, 28 de junho de 1930 - Ijuí, 5 de agosto de 2016) foi um economista, historiador, antropólogo e professor universitário brasileiro. Foi um dos fundadores da Unijuí.

## Biografia

### Primeiros anos
Argemiro Jacob nasceu nas proximidades da Picada Conceição, atual Barreiro, no interior do município de Ijuí. Era neto de Antonio Brun, italiano natural da comuna de Porcia, que emigrou para o Brasil em 1883. Com o tempo, por erros de registro, a grafia do sobrenome mudou para Brum, após o estabelecimento da família no Rio Grande do Sul, onde já havia imigrantes portugueses oriundos dos Açores cujo nome de sonoridade semelhante era escrito desta maneira.
Os pais de Argemiro, José Brum e Victoria Dezordi, estabeleceram-se em Ijuí, onde ele nasceu em 1930. Quando o pai morreu, em 1942, em decorrência de uma pneumonia, a idade fez com que Argemiro fosse o escolhido pela família para continuar os estudos. Um dos sonhos de José Brum era que ao menos um dos filhos completasse todo o ciclo escolar. Ele já havia iniciado os estudos primários no próprio Barreiro, onde foi alfabetizado pela professora Luzia de Figueiredo Neves, a quem considerava uma das suas mais importantes influências e incentivadoras: “quanto mais vivo, mais admiro e agradeço”, recordaria. Dois anos após a morte do pai, prestou os exames de admissão para o recém-fundado Ginásio Duque de Caxias, obtendo bolsa de estudos integral para o curso secundário.

### Carreira
Ainda estudante, Argemiro começou a dar aulas de Português, História e Geografia no próprio ginásio. Também frequentou a Escola Técnica de Comércio de Ijuí e, uma vez concluídos os estudos, passou a lecionar também no curso de contabilidade oferecido pela instituição.

#### Fundação da FAFI e presidência da FIDENE
No início da década de 1950, após aproximação com os membros da Ordem dos Frades Menores Capuchinhos em Ijuí, Argemiro e os freis franciscanos deram início às articulações para a abertura de um estabelecimento de ensino superior no município. Em fevereiro de 1956, participa da formação da Associação Ijuiense Pró-Ensino Superior. Em 1957, é inaugurada a Faculdade de Filosofia, Ciências e Letras de Ijuí (FAFI), pioneira no ensino superior da Região Noroeste do Rio Grande do Sul.
“Tivemos momentos difíceis porque, para criar uma instituição de Ensino Superior distante dos maiores centros enfrenta-se dificuldades, principalmente de recursos, mas que foram enfrentadas com coragem e determinação, e fomos vencendo passo a passo”, relatou em entrevista, em 2010.
Argemiro graduou-se em Filosofia pela FAFI e, nos anos seguintes, formou-se também em Letras pela Universidade de Passo Fundo (UPF), obtendo ainda uma especialização em Antropologia pela Universidade do Vale do Rio dos Sinos (Unisinos). Em julho de 1969, a antiga FAFI dá origem à Fundação de Integração, Desenvolvimento e Educação do Noroeste do Estado (FIDENE), presidida por Argemiro entre 1972 e 1974. Pela FIDENE, concluiu uma segunda especialização, em Metodologia do Ensino Superior, em 1976.

#### Unijuí
Em 28 de junho de 1985, coincidindo com o 55º aniversário de Argemiro Jacob Brum, as instituições de ensino superior do município foram enfim reconhecidas pelo Ministério da Educação como uma universidade, nascendo sob o nome de Universidade de Ijuí (Unijuí), posteriormente mudando a denominação para Universidade Regional do Noroeste do Estado do Rio Grande do Sul, mas mantendo a abreviação original. Primeira instituição do tipo a ser reconhecida no país após o fim do regime militar, a Unijuí ganhou o apelido de “primeira universidade da Nova República”.
Membro do Conselho Universitário, Argemiro continuou ativo nos bastidores da instituição e seguiu lecionando regularmente na Unijuí até 2006, quando se converteu em professor sênior. Sua longa carreira na educação rendeu-lhe diversas homenagens e distinções ao longo da vida, como o voto congratulatório conferido pela Câmara Municipal de Vereadores de Ijuí no centenário do município, em 1990, os títulos de Educador Emérito conferido pelo Governo do Estado do Rio Grande do Sul e de Professor Emérito da Unijuí, além do Prêmio Educação RS, em 2002, oferecido pelo Sindicato dos Professores do Rio Grande do Sul.

#### O desenvolvimento econômico brasileiro
Em 1981, publica a primeira edição de O desenvolvimento econômico brasileiro, o mais importante de seus 40 livros, apresentando um panorama da evolução econômica do Brasil e sua interação com os aspectos sociais e políticos. No livro, Argemiro identifica três grandes etapas na história econômica do país: a fase primário-exportadora (1500-1930), a tentativa de construção de um desenvolvimento nacional e autônomo por meio da industrialização (1930-1964) e a fase do desenvolvimento associado dependente, a partir de 1964. Editado pela Vozes, o livro seguiria sendo atualizado até o final da vida do autor, chegando a 29 reedições revistas e ampliadas em 2012.

### Vida pessoal
Argemiro Jacob Brum casou-se com Vanyr Burtet em 1953. O casal teve quatro filhos: Argemiro Luís, José Antônio, Eliane Brum, e Marenise Teresinha, falecida ainda na infância.

### Morte
O professor Argemiro faleceu em 5 de agosto de 2016, aos 86 anos, em decorrência de um acidente vascular cerebral sofrido na véspera. Foi sepultado no Barreiro, onde nasceu e cresceu. Em março de 2017, por ocasião dos 60 anos de fundação da FAFI, a Unijuí rendeu-lhe uma homenagem póstuma, rebatizando seu auditório principal como Salão de Atos Argemiro Jacob Brum.

## Prêmios
- Prêmio Educação RS 2002 pelo Sinpro/RS em 2002
- Título de Educador Emérito pelo Governo do Estado do Rio Grande do Sul em 1992
- Título de Professor Emérito pela Universidade Regional do Noroeste do Estado do Rio Grande do Sul em 1992

## Principais obras
- O desenvolvimento econômico brasileiro. Editora Vozes. 29ª edição (2012) ISBN 9788532642578.
- Unijuí uma experiência de universidade comunitária: sua história, suas ideias. Editora Unijuí (1994)
- Reforma agrária e a política agrícola. Editora Unijuí (1988)
- Modernização da agricultura – trigo e soja. Editora Vozes (1988)
- Democracia e partidos políticos no Brasil. Editora Unijuí (1988)
- Por que o Brasil foi ao Fundo. Editora Vozes (1984)
- O Brasil no FMI. Editora Vozes (1984)